# Rapport total de distorsion
Le rapport total de distorsion (TDR) est utilisé pour prendre en compte les composantes interharmoniques d'un signal, et défini comme ceci :
{\displaystyle {TDR}={\frac {TDC}{Q_{1}}}={\frac {\sqrt {Q^{2}-Q_{1}^{2}}}{Q_{1}}}}
- Q1 : valeur efficace de la composante fréquence fondamentale
- Q : valeur efficace totale de la grandeur (courant ou tension)